# Paraíso (banda)
Paraíso fue una banda española de música pop y new wave formada a finales de los 70, liderada por Fernando Márquez El Zurdo. Tras la disolución del grupo en otoño de 1980, El Zurdo fundaría un año más tarde un nuevo grupo, La Mode, junto a Antonio Zancajo (guitarra) y Mario Gil (teclados).

## Historia
Fue el primer grupo declaradamente pop de la movida madrileña, aunque no alcanzó el éxito de Alaska y los Pegamoides, Nacha Pop, Los Secretos o Radio Futura. Su presentación fue el 28 de marzo de 1979 en el Teatro Martín, aunque previamente actuaron bajo diversos nombres (Rudi Soplapollas y los Obtusos, Cadillac Mentolado o Gilda y los Garbos).
Aunque en directo no tuvieron un sonido de calidad (nunca dispusieron de management ni sonorización estable) tocaron en público en más de cuarenta ocasiones, en la mayoría de los grandes eventos y lugares emblemáticos de la movida madrileña (Concierto homenaje a Canito, Sala Sol, Teatro Alfil, Teatro Martín, Sala El Escalón, Centro Cultural de Prosperidad, Plaza Mayor...) y con la mayoría de los grupos de la nueva ola (Alaska y los Pegamoides, Nacha Pop, Geny y los Bumerang, Bólidos, Tos, Los Secretos, Bulldog, Sidecar, Coyotes, Mario Tenia...), algunos de los cuales fueron retransmitidos por radio y televisión.
Grabaron con el sello Zafiro un sencillo en octubre de 1979 (lo produjo de modo no oficial Manolo Tena) que se presentó en la Sala Sol el 15 de abril de 1980. Serviría de presentación de un álbum de doce canciones que ya estaba en preparación (y las maquetas grabadas desde febrero), pero que por desavenencias con la casa de discos no se llegaría a publicar. Este álbum ha circulado de modo no oficial entre los conocedores de la movida madrileña y se ha intentado en varias ocasiones remasterizarlo y publicarlo, la primera vez por discos Lemuria en 2015 pero el resultado no fue aceptado por el grupo, la definitiva en febrero de 2020 por discos Munster en un LP que cuenta con el apoyo del grupo y lleva el título de "El corte final".
En junio de 1980 graban para TVE (Popgrama) cuatro canciones: Makoki, Vacaciones en la Morgue, Carolina y Lipstick, producidas por Carlos Tena que se editarán posteriormente en el sello Nuevos Medios, en 1983, en un EP semi-pirata (puesto que el grupo todavía estaba bajo contrato con la discográfica Zafiro).
El 2 de octubre de 1980 en la Sala Sol se hizo la despedida de Paraíso (la primera), seguida en marzo de 1981, en Caminos, por la definitiva, en la que Paraíso actuó como cuarteto (El Zurdo, Antonio, Mario y Paco), y se incluyeron ya temas que luego formarían parte del repertorio de La Mode junto a los principales de Paraíso. El Zurdo, Antonio y Mario formaron posteriormente La Mode.
Paraíso se caracterizó por un pop ecléctico, unas letras provocadoras y variadas (que se deben a El Zurdo y Juan Luis Lozano) y por un repertorio muy extenso y variado. Su canción más famosa, Para ti, se ha editado en muchos CD recopilatorios de la movida madrileña y en cierto modo se ha convertido en un himno de aquella época.

## Miembros
El grupo Paraíso surgió como una idea de Fernando Márquez El Zurdo, tras la disolución del grupo Kaka de Luxe. Tuvo diferentes formaciones, aunque la más estable, que grabó el EP para la discográfica Zafiro (con los temas Para ti y Estrella de la Radio) incluía como cantantes a El Zurdo y Juan Luis Lozano y como músicos a Antonio Zancajo (guitarra), Mario Gil (teclados), Gregorio Pérez (bajo), Enrique Sánchez (guitarra) y Paco Díez (batería). En diferentes momentos del grupo formaron parte de Paraíso Isabel San Gabino (que luego lideraría Rebeldes-Bólidos), Carlos y Sergio Entrena (luego en Ejecutivos Agresivos y Décima Víctima), María Portuondo, María del Mar Dorado y Manolo Martínez. Hicieron coros en el EP y en varios conciertos Alaska y Carmen Madirolas (Rebeldes-Bólidos) y al comienzo estuvo también Carlos Berlanga.

## Discografía
| Año  | Título               | Sello discográfico | Otra información |
| ---- | -------------------- | ------------------ | --- |
| 1979 | Para ti              | Zafiro             | Sencillo con los temas Para ti y Estrella de la radio. |
| 1980 | Paraíso              | Nuevos Medios      | EP con las cuatro canciones grabadas para Popgrama (TVE) en 1980. |
| 1982 | Kaka de Luxe/Paraíso | Zafiro             | EP con los dos temas del sencillo anterior más temas de Kaka de Luxe. |
| 2015 | Cerca de Edén        | Lemuria            | Álbum y tres CD. Grabaciones completas, edición de coleccionista (con folleto de 54 páginas con texto de El Zurdo y fotografías de Javier Senovilla)                                                 |
| 2020 | El corte final       | Munster            | Álbum y CD. Grabación de las maquetas del futuro LP realizadas en 1979, edición de coleccionista (con fotografías inéditas de Javier Senovilla), hay una tirada restringida de vinilos de color rosa |

## Las canciones de Paraíso
Paraíso se caracterizó por la riqueza de sus letras, que reflejaban las vicisitudes del Madrid del primer postfranquismo. Para acceder al repertorio del grupo tal como se publicó en los diversos folletos y fanzines que confeccionaba El Zurdo puedes consultar la página casi-oficial del grupo en . Estos son los títulos:
| - Apache (instrumental) - Arcison Sincronicus (nunca montada) - Camina, no corras (instrumental) - Carolina (Y al final) - Crimen pasional - Drama en spray - El horror de Jonestown - Estrella de la radio - Jet acción - Justo lo que necesito (versión de Just what I needed de The Cars) - La alegría de morir - La pluma eléctrica (de Kaka de Luxe) - Lipstick | - Makoki - Mongoloide (versión de Mongoloid de Devo) - Taganana song - No quiero mirar (Otra vez atrás) - No te equivoques - Para ti - ¿Qué es lo que me pasa, beibi? - Rock para Vitorichi - Sé una chica de hoy - Tío, ¿me puedes prestar? (versión de Brother, can you spare a dime? de Rex Weber) - Todo el mundo consigue triunfar (versión de Top of the pops de The Rezillos) - Vacaciones en la morgue |